# پاتریک هیلری
پاتریک هیلری (ایرلندی: Pádraig J. Ó hIrghile; ۲ مهٔ ۱۹۲۳ – ۱۲ آوریل ۲۰۰۸) سیاستمدار اهل جمهوری ایرلند بود.
وی از سال ۱۹۷۶ تا ۱۹۹۰ رئیس‌جمهور ایرلند و ۱۹۷۳ تا ۱۹۷۷ نایب رئیس کمیسیون اروپا بود. هیلری همچنین وزیر امور خارجه و تجارت، وزیر کار، وزیر صنعت و بازرگانی و وزیر آموزش ایرلند بوده‌است.